# Перерахування графів

Повний список всіх дерев з 2,3 і 4 позначеними вершинами:
- дерево з 2 вершинами;
- дерева з 3 вершинами;
- дерев з 4 вершинами.

Перерахування графів — категорія завдань нумераційної комбінаторики, в яких потрібно перерахувати неорієнтовані або орієнтовані графи певних типів, як правило, у вигляді функції від числа вершин графу. Ці завдання можуть бути розв'язані або точно (як завдання алгебричного перерахування) або асимптотично.
Піонерами в цій галузі математики були Пойа, Келі і Редфілд.

## Позначені і непозначені задачі
У деяких задачах перерахування графів вершини графів вважаються позначеними, тобто відрізняються одна від одної. В інших задачах будь-яка перестановка вершин вважається тим самим графом, так що вершини вважаються ідентичними або непозначеними. У загальному випадку, позначені задачі, як правило, виявляються простішими. Теорема Редфілда — Пойї є важливим засобом для зведення непозначеної задачі до позначеної — кожен непозначений клас вважається класом симетрії позначених об'єктів.

## Точні формули перерахування
Деякі важливі результати в цій галузі.
- Кількість позначених простих неорієнтованих графів з n вершинами дорівнює 2n(n − 1)/2[5]
- Кількість позначених простих орієнтованих графів з n вершинами дорівнює 2n(n − 1)[6]
- Число Cn зв'язних позначених неорієнтованих графів з n вершинами задовольняє рекурентному співвідношенню[7]

{\displaystyle C_{n}=2^{n \choose 2}-{\frac {1}{n}}\sum _{k=1}^{n-1}k{n \choose k}2^{n-k \choose 2}C_{k}.}
з якого можна легко обчислити для n = 1, 2, 3, ..., що значення Cn дорівнюють:
1, 1, 4, 38, 728, 26704, 1866256, ...
- Кількість позначених вільних дерев з n вершинами дорівнює nn − 2 (формула Келі).
- Число непозначених гусениць з n вершинами дорівнює[9]

{\displaystyle 2^{n-4}+2^{\lfloor (n-4)/2\rfloor }.}